# Campeonato de Eslovenia de Ciclismo en Ruta
Los Campeonatos de Eslovenia de Ciclismo en Ruta se organizan anualmente desde el año 1991 para determinar el campeón ciclista de Eslovenia de cada año. 
El título se otorga al vencedor de una única carrera. El vencedor obtiene el derecho a portar un maillot con los colores de la bandera eslovena hasta el Campeonato de Eslovenia del año siguiente.
Después de que Blaž Jarc (categoría Sub-23) marcara el mejor tiempo absoluto en los Campeonatos de 2009 y venciera a todos los mejores ciclistas (categoría Elite), la Federación Eslovena de Ciclismo (KZS) decidió cambiar las reglas y hacerlas más comprensibles para el público. A diferencia de antes, cuando los resultados de la Sub-23 se contaban solo en su propia categoría, a partir de 2010, el potencial ganador de la Sub-23 por el tiempo se convierte en el campeón Élite (lo mismo para el 2º, 3º... puesto).

## Palmarés

### Hombres
| Matej Mohorič | Primož Roglič |
| ------------- | ------------- |
| 100x          | 100x          |
| 2 títulos     | 1 título      |

| Año                  | Anfitrión     | Distancia | Ganador                                      | Segundo                                      | Tercero                                      |               |
| 2 de agosto de 1991  | Sl. Konjice   | 170,8 km  | Sandi Šmerc (KK Merx Celje)                  | Aleš Pagon (Sava Kranj)                      | Marko Polanc (Sava Kranj)                    | [ 2 ]         |
| 13 de junio de 1992  | Ptuj          | 190 km    | Valter Bonča (KK Astra Veletrgovina)         | Brane Ugrenovič (KK Celje)                   | Sandi Papež (KD Krka)                        | [ 3 ] [ 4 ]   |
| 8 de agosto de 1993  | Tržič         | 150 km    | Marko Velkavrh (Rog Ljubljana)               | Bogdan Fink (KD Krka)                        | Jure Robič (Sava Kranj)                      | [ 5 ] [ 6 ]   |
| 14 de agosto de 1994 | Tržič         | 154 km    | Martin Hvastija (Rog Ljubljana)              | Brane Ugrenovič (KD Krka)                    | Sandi Papež (KD Krka)                        | [ 7 ] [ 8 ]   |
| 20 de agosto de 1995 | Ptuj          | 164 km    | Gorazd Štangelj (KD Krka)                    | Robert Pintarič (Rog Ljubljana)              | Borut Rovšček (Sava Kranj)                   | [ 9 ] [ 10 ]  |
| 23. junij 1996       | Lenart        | 152 km    | Bogdan Ravbar (KD Krka)                      | Sandi Papež (KD Krka)                        | Boštjan Mervar (KD Krka)                     | [ 11 ] [ 12 ] |
| 29 de junio de 1997  | Nova Gorica   | 163,6 km  | Sašo Sviben (Radenska Rog)                   | Sandi Šmerc (Sava Kranj)                     | Gorazd Štangelj (Krka-Telekom)               | [ 13 ] [ 14 ] |
| 5 de julio de 1998   | Gabrje        | 162 km    | Igor Kranjec (Perutnina Ptuj Radenska Rog)   | Gorazd Štangelj (Krka-Telekom)               | Sandi Šmerc (Sava Kranj)                     | [ 15 ] [ 16 ] |
| 27 de junio de 1999  | Ptuj          | 157,3 km  | Tadej Križnar (Sava Kranj)                   | Igor Kranjec (Perutnina Ptuj Radenska Rog)   | Branko Filip (Gerolsteiner)                  | [ 17 ]        |
| 25 de junio de 2000  | Gabrje        | 162 km    | Andrej Hauptman (Vini Caldirola)             | Valter Bonča (Bosch Hausgeräte)              | Uroš Murn (Mobilvetta Design–Rossin)         | [ 19 ]        |
| 1 de julio de 2001   | Stari trg     | 146 km    | Martin Derganc (Perutnina Ptuj-Krka Telekom) | Boštjan Mervar (Perutnina Ptuj-Krka Telekom) | Branko Filip (Perutnina Ptuj-Krka Telekom)   | [ 20 ]        |
| 30 de julio de 2002  | Ptuj          | 180 km    | Boris Premužič (Perutnina Ptuj-Krka Telekom) | Sašo Sviben (Team Nürnberger)                | Gregor Zajc (BK Kamen)                       | [ 21 ]        |
| 29 de junio de 2003  | Gabrje        | 143 km    | Tadej Valjavec (Fassa Bortolo)               | Valter Bonča (Perutnina Ptuj-Krka Telekom)   | Boštjan Mervar (Perutnina Ptuj-Krka Telekom) | [ 22 ]        |
| 27 de junio de 2004  | Cerkvenjak    | 140 km    | Uroš Murn (Phonak Hearing Systems)           | Boris Premužič (Sava Kranj)                  | Andrej Hauptman (Lampre)                     | [ 23 ]        |
| 26 de junio de 2005  | Ptuj          | 180 km    | Mitja Mahorič (Perutnina Ptuj)               | Gregor Gazvoda (Perutnina Ptuj)              | Boštjan Rezman (Sava)                        | [ 24 ]        |
| 25 de junio de 2006  | Gabrje        | 141 km    | Jure Golčer (Perutnina Ptuj)                 | Tomaž Nose (Adria Mobil)                     | Uroš Silar (Swiag Pro Cycling Team)          | [ 25 ]        |
| 1 de julio de 2007   | Polhov Gradec | 127,4 km  | Tadej Valjavec (Lampre–Fondital)             | Tomaž Nose (Adria Mobil)                     | Matej Gnezda (Radenska-Powerbar)             | [ 26 ]        |
| 29 de junio de 2008  | Gabrje        | 173 km    | Borut Božič (Cycle Collstrop)                | Matej Stare (Perutnina Ptuj)                 | Gregor Gazvoda (Perutnina Ptuj)              | [ 27 ]        |
| 28 de junio de 2009  | Mirna Peč     | 178 km    | Mitja Mahorič (Radenska–KD Financial Point)  | Jure Kocjan (Carmiooro A Style)              | Janez Brajkovič (Astana)                     | [ 29 ] [ 30 ] |
| 27 de junio de 2010  | Ptuj          | 177 km    | Gorazd Štangelj (Astana)                     | Matej Gnezda (Adria Mobil)                   | Blaž Furdi (Sava)                            | [ 31 ]        |
| 25 de junio de 2011  | Kromberk      | 160 km    | Grega Bole (Lampre-ISD)                      | Blaž Furdi (Adria Mobil)                     | Gregor Gazvoda (Perutnina Ptuj)              | [ 32 ]        |
| 24 de junio de 2012  | Mirna Peč     | 166 km    | Borut Božič (Astana)                         | Marko Kump (Adria Mobil)                     | Luka Pibernik (Radenska)                     | [ 33 ]        |
| 23 de junio de 2013  | Gabrje        | 143 km    | Luka Pibernik (Radenska)                     | Matej Mugerli (Adria Mobil)                  | Jure Golčer (Tyrol Cycling Team)             | [ 34 ]        |
| 29 de junio de 2014  | Gabrje        | 165 km    | Matej Mugerli (Adria Mobil)                  | Luka Mezgec (Giant Shimano)                  | Kristjan Fajt (Adria Mobil)                  | [ 35 ]        |
| 28 de junio de 2015  | Mirna Peč     | 178,3 km  | Luka Pibernik (Lampre Merida)                | Kristjan Fajt (Adria Mobil)                  | Borut Božič (Astana)                         | [ 36 ]        |
| 26 de junio de 2016  | Ihan          | 168 km    | Jan Tratnik (Amplatz–BMC)                    | Luka Mezgec (Orica–GreenEDGE)                | David Per (Adria Mobil)                      | [ 37 ]        |
| 25 de junio de 2017  | Kranj         | 145,5 km  | Luka Mezgec (Orica-Scott)                    | Grega Bole (Bahrain-Merida)                  | Matej Mohorič (UAE Team Emirates)            | [ 38 ] [ 39 ] |
| 24 de junio de 2018  | Mirna Peč     | 178,5 km  | Matej Mohorič (Bahrain-Merida)               | Domen Novak (Bahrain-Merida)                 | Luka Pibernik (Bahrain-Merida)               | [ 40 ]        |
| 30 de junio de 2019  | Radovljica    | 149,8 km  | Domen Novak (Bahrain-Merida)                 | Gašper Katrašnik (Adria Mobil)               | Marko Kump (Adria Mobil)                     | [ 41 ]        |
| 21 de junio de 2020  | Cerklje       | 146 km    | Primož Roglič (Team Jumbo–Visma)             | Tadej Pogačar (UAE Team Emirates)            | Matej Mohorič (Bahrain-McLaren)              | [ 42 ]        |
| 20 de junio de 2021  | Koper         | 172 km    | Matej Mohorič (Team Bahrain Victorious)      | Jan Polanc (UAE Team Emirates)               | Luka Mezgec (Team BikeExchange)              | [ 43 ]        |
| 26 de junio de 2022  | Maribor       | 167 km    | Kristijan Koren (Adria Mobil)                | Matevž Govekar (Team Bahrain Victorious)     | Luka Mezgec (Team BikeExchange–Jayco)        | [ 44 ]        |
| 25 de junio de 2023  | Radovljica    | 156 km    | Tadej Pogačar (UAE Team Emirates)            | Luka Mezgec (Team Jayco–AlUla)               | Matej Mohorič (Team Bahrain Victorious)      | [ 45 ]        |
| 23 de junio de 2024  | Trebnje       | 150.5 km  | Domen Novak (UAE Team Emirates)              | Gal Glivar (UAE Team Emirates Gen Z)         | Matej Mohorič (Team Bahrain Victorious)      | [ 46 ] [ 47 ] |
| 29 de junio de 2025  | Celje         | 180.8 km  |                                              |                                              |                                              |               |

### Mujeres
| Polona Batagelj | Eugenia Bujak |
| --------------- | ------------- |
| 100x            | 100x          |
| 9 títulos       | 3 títulos     |

| Año                  | Anfitrión                     | Distancia                     | Ganadora                                 | Segundo                                       | Tercero                                 |                               |
| 2 de agosto de 1991  | Slovenske Konjice             | 61 km                         | Marija Trobec (KK Soča)                  | Melita Podgornik (KK Soča)                    | Branka Debeljak (KK Soča)               | [ 2 ] [ 48 ]                  |
| 13 de junio de 1992  | Ptuj                          | 76 km                         | Minka Logonder (KK Janez Peternel)       | Vida Uršič (KK Janez Peternel)                | Marija Trobec (KK Soča)                 | [ 4 ]                         |
| 8 de agosto de 1993  | Tržič                         | 37,5 km                       | Minka Logonder (Proloco Scott)           | Vida Uršič (Proloco Scott)                    | Marjeta Sajevec (KD Krka)               | [ 5 ]                         |
| 14 de agosto de 1994 | Tržič                         | 30,8 km                       | Vida Uršič (Proloco Scott)               | Minka Logonder (Proloco Scott)                | Marjeta Sajevec (KD Krka)               | [ 8 ]                         |
| 20 de agosto de 1995 | Ptuj                          | 70,5 km                       | Minka Logonder (Proloco Scott)           | Marjeta Sajevec (KD Krka)                     | Brank (Astra)                           | [ 9 ] [ 49 ]                  |
| 23 de junio de 1996  | Lenart                        | 57 km                         | Vida Uršič (Stop Team Jezersko)          | Marija Trobec (Stop Team Jezersko)            | Minka Logonder (Stop Team Jezersko)     | [ 50 ] [ 11 ]                 |
| 1997 – 2008          | no organizado en este período | no organizado en este período | no organizado en este período            | no organizado en este período                 | no organizado en este período           | no organizado en este período |
| 28 de junio de 2009  | Mirna Peč                     | 71,4 km                       | Sigrid Corneo (Menikini – Selle Italia)  | Blaža Klemenčič (Felt International MTB Team) | Polona Batagelj (Pedale Castellano)     | [ 29 ] [ 51 ]                 |
| 25 de junio de 2010  | Ptuj                          | 60 km                         | Polona Batagelj (Klub Polet Garmin)      | Sigrid Corneo (Top Girls Fassa Bortolo)       | Ajda Opeka (Klub Polet Garmin)          | [ 31 ] [ 52 ]                 |
| 25 de junio de 2011  | Kromberk                      | 64 km                         | Polona Batagelj (Klub Polet Garmin)      | Urša Pintar (Klub Polet Garmin)               | Živa Verbič (Klub Polet Garmin)         | [ 32 ] [ 53 ]                 |
| 24 de junio de 2012  | Mirna Peč                     | 71,4 km                       | Polona Batagelj (Klub Polet Garmin)      | Petra Zrimšek (BePink)                        | Urša Pintar (Klub Polet Garmin)         | [ 33 ] [ 54 ]                 |
| 23 de junio de 2013  | Gabrje                        | 66 km                         | Polona Batagelj (E.Leclerc - Klub Polet) | Špela Kern (E.Leclerc - Klub Polet)           | Urša Pintar (E.Leclerc - Klub Polet)    | [ 55 ] [ 56 ]                 |
| 29 de junio de 2014  | Gabrje                        | 66 km                         | Polona Batagelj (BTC City Ljubljana)     | Urša Pintar (BTC City Ljubljana)              | Špela Kern (BTC City Ljubljana)         | [ 57 ] [ 58 ]                 |
| 28 de junio de 2015  | Mirna Peč                     | 71,4 km                       | Polona Batagelj (BTC City Ljubljana)     | Urša Pintar (BTC City Ljubljana)              | Špela Kern (BTC City Ljubljana)         | [ 59 ] [ 60 ]                 |
| 26 de junio de 2016  | Ihan                          | 70 km                         | Polona Batagelj (BTC City Ljubljana)     | Urša Pintar (BTC City Ljubljana)              | Špela Kern (BTC City Ljubljana)         | [ 61 ] [ 62 ]                 |
| 25 de junio de 2017  | Kranj                         | 65,2 km                       | Polona Batagelj (BTC City Ljubljana)     | Špela Kern (Bizkaia–Durango)                  | Katja Jeretina (Adria Mobil)            | [ 39 ] [ 63 ]                 |
| 24 de junio de 2018  | Mirna Peč                     | 107,1 km                      | Polona Batagelj (BTC City Ljubljana)     | Urša Pintar (BTC City Ljubljana)              | Špela Kern (Health Mate–Cyclelive Team) | [ 40 ] [ 64 ]                 |
| 30 de junio de 2019  | Radovljica                    | 85,6 km                       | Eugenia Bujak (BTC City Ljubljana)       | Urša Pintar (BTC City Ljubljana)              | Urška Žigart (BTC City Ljubljana)       | [ 41 ] [ 65 ]                 |
| 21 de junio de 2020  | Cerklje – Ambrož              | 68 km                         | Urša Pintar (Alé BTC Ljubljana)          | Špela Kern (Lviv Cycling Team]])              | Urška Žigart (Alé BTC Ljubljana]])      | [ 42 ] [ 66 ]                 |
| 20 de junio de 2021  | Koper                         | 103 km                        | Eugenia Bujak (Alé BTC Ljubljana)        | Urša Pintar (Alé BTC Ljubljana)               | Špela Kern (Massi–Tactic)               | [ 43 ]                        |
| 26 de junio de 2022  | Maribor                       | 100 km                        | Eugenia Bujak (UAE Team ADQ)             | Špela Kern (Massi–Tactic)                     | Urša Pintar (UAE Team ADQ)              | [ 44 ]                        |
| 25 de junio de 2023  | Radovljica                    | 97,5 km                       | Urša Pintar (BTC City Ljubljana Scott)   | Urška Žigart (Team Jayco–AlUla)               | Špela Kern (Cofidis)                    | [ 45 ]                        |
| 23 de junio de 2024  | Trebnje                       | 107.5 km                      | Urška Žigart (Liv AlUla Jayco)           | Urša Pintar (BTC City Ljubljana Zhiraf A.)    | Špela Kern (Cofidis)                    | [ 46 ] [ 47 ]                 |
| 29 de junio de 2025  | Celje                         | 113 km                        |                                          |                                               |                                         |                               |

## Estadísticas

### Más victorias
| Hombres         | Victorias | Años        |
| --------------- | --------- | ----------- |
| Gorazd Štangelj | 2         | 1995 y 2010 |
| Tadej Valjavec  | 2         | 2003 y 2007 |
| Mitja Mahorič   | 2         | 2005 y 2009 |
| Borut Božič     | 2         | 2008 y 2012 |
| Luka Pibernik   | 2         | 2013 y 2015 |
| Matej Mohorič   | 2         | 2018 y 2021 |

| Mujeres         | Victorias | Años                                                  |
| --------------- | --------- | ----------------------------------------------------- |
| Polona Batagelj | 9         | 2010, 2011, 2012, 2013, 2014, 2015, 2016, 2017 y 2018 |
| Minka Logonder  | 3         | 1992, 1993 y 1996                                     |
| Eugenia Bujak   | 3         | 2019, 2021 y 2022                                     |
| Vida Uršič      | 2         | 1994 y 1996                                           |
| Urša Pintar     | 2         | 2020 y 2023                                           |